# Orla Nord
Orla Nord (* 30. September 1875; † unbekannt) war ein dänischer Bahnradsportler.
1901 wurde Orla Nord dänischer Meister im Sprint der Amateure. Im Jahr darauf belegte er bei den UCI-Bahn-Weltmeisterschaften 1902 in Rom den dritten Platz im Sprint.
Orla Nord war mit einer Schwester des deutschen Radrennfahrers Walter Rütt verheiratet.